# St. Josef (Jeserig)

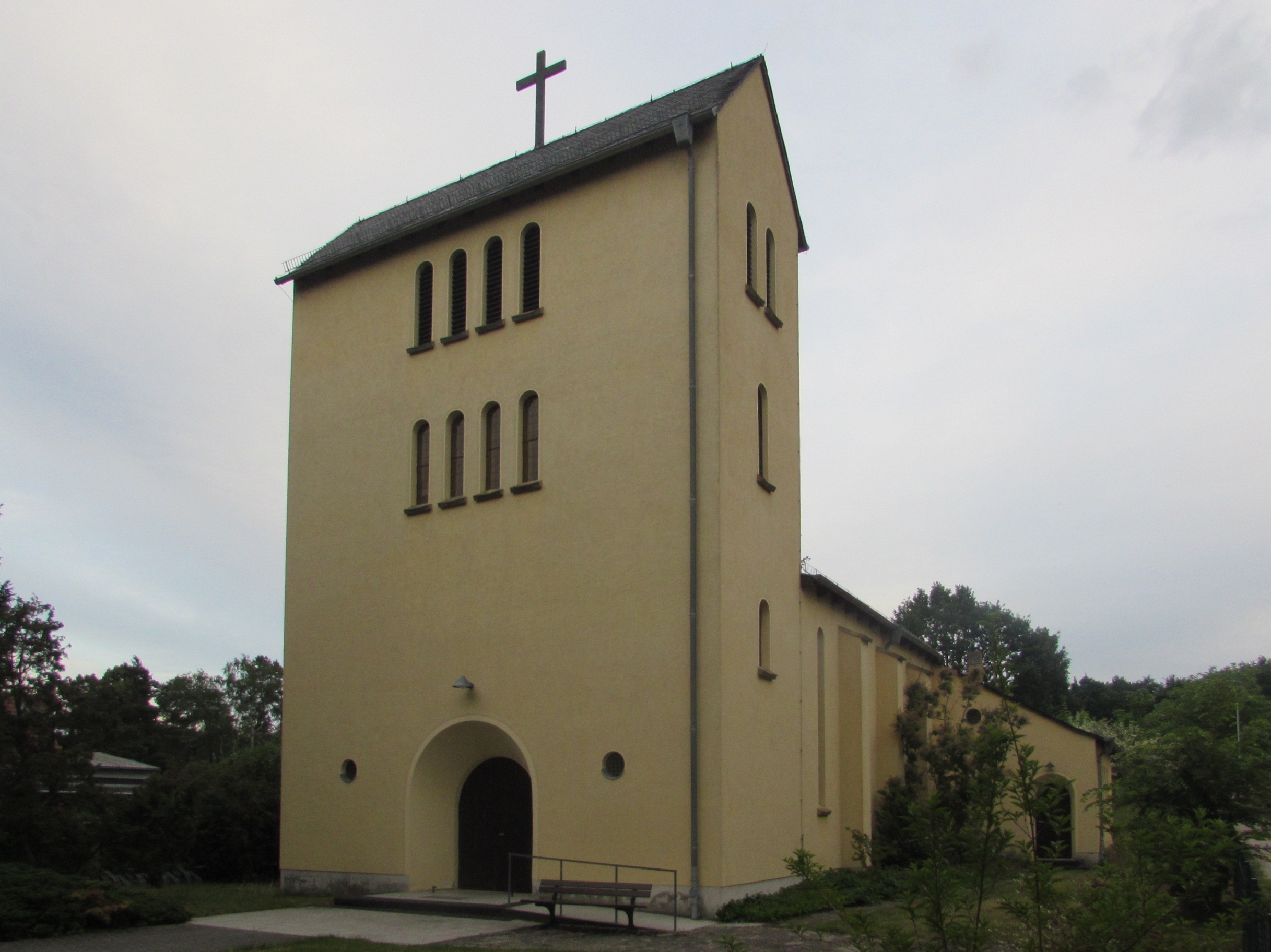
St. Josef in Jeserig

Sankt Josef ist eine katholische Kirche im Dorf Jeserig, Gemeinde Groß Kreutz (Havel), im Westen des Landes Brandenburg. Die zum Erzbistum Berlin gehörende Kirche ist als Baudenkmal ausgewiesen.

## Geschichte
Mit der Reformation unter Kurfürst Joachim II. 1539 kam der Katholizismus in Brandenburg zum Erliegen. Die Kirchen wurden in evangelische umgewandelt, so auch die Dorfkirche Jeserig.
Durch Wanderungsbewegungen in Folge der Industrialisierung und die Ansiedlung Heimatvertriebener nach dem Zweiten Weltkrieg entstanden neue katholische Gemeinden in Brandenburg. Auch auf den Dörfern östlich der Stadt Brandenburg an der Havel bildete sich eine Gemeinde, die der Katholischen Pfarrgemeinde Heilige Dreifaltigkeit Brandenburg an der Havel angegliedert ist.
Anfang 1952 schenkte der örtliche Schuhmachermeister Heinrich Senkbusch der katholischen Gemeinde einen Teil seines Grundstückes an der Fernstraße 1, der heutigen Bundesstraße 1, damit diese eine Kapelle für die Katholiken der Umgebung bauen konnte. Bis dahin war die Gemeinde als Gast in einem evangelischen Betsaal im benachbarten Schenkenberg untergebracht gewesen. Die Entwürfe des modernen Kirchenbaus stammten vom Diözesanbaurat Felix Hinssen und dem Brandenburger Architekten Conrad Puchalla. Die Bauausführung übernahm schließlich eine Firma Liere aus Groß Kreutz. Sie nutzte vorzugsweise Bruchsteine aus Berlin. Am 8. Mai 1952 wurde der Grundstein gelegt. Nach einem Jahr Bauzeit wurde die Kirche am 11. Juli 1953 vom Berliner Bischof Wilhelm Weskamm eingeweiht. Sie erhielt das Patrozinium St. Josef. Die Kirche war damit einer der frühen Sakralbauten in der DDR. Erster Geistlicher wurde Pater Georg Smelz.

## Bauwerk
Die einschiffige Kirche ist dem Stil mittelalterlicher märkischer Dorfkirchen angelehnt. Sie ist ein von Norden nach Süden ausgerichteter Putzbau. Das rundbogige Portal ist im breiten, vierstöckigen Turm nach Norden gelegen. Der Altarraum wird von links durch zwölf kleine Rundbogenfenster beleuchtet. Die Fenster des Kirchenschiffs mit schlichten gelben Bleiverglasungen sind ebenfalls rundbogig. Die Außenwände sind durch Pfeiler gestützt. Im Südwesten befindet sich ein Sakristeianbau.

## Ausstattung
An der Altarwand befindet sich ein Altarkreuz mit einem Korpus eines unbekannten Künstlers. Es handelt sich um ein Geschenk des St. Josefs-Krankenhauses in Potsdam. Zur weiteren Kirchenausstattung gehört eine Marienstatue sowie ein Standbild des Heiligen Josefs mit dem Jesuskind.